# Михайло Лалич
Михайло Лалич (на сръбски: Михаило Лалић) е сръбско-черногорски писател, значим романист в сръбската литература.

## Биография
Роден е на 7 октомври 1914 г. в село Трепча, община Андриевица в североизточната част на Черна Гора. Най-известните му романи са „Сватба“ (Svadba), „Зла пролет“ (Zlo proljeće), „Хайка“ (Hajka) и особено много „Лелейска гора“ (Lelejska gora).
През 1963 година става първия носител на наградата „Негош“ за романа си „Лелейска гора“. За романа си Ratna sreća през 1973 година печели наградата на списание NIN за роман на годината. В романите си описва значими събития от съвременната история на Черна гора, и по-специално двете световни войни и партизанските борби.
Живял в Херцег Нови и Белград, Лалич е бил член както на Черногорската академия на науките и изкуствата, така и на Сръбската, чийто заместник-председател е бил. Членувал е в Югославската комунистическа партия.
На български са превеждани книгите му „Сватба“ и „Лелейска гора“ (преводач: Сийка Рачева). За представянето на „Лелейска гора“ Лалич идва в България през 1972 година.
Умира в Белград на 30 декември 1992 година.